# Katov
Katov är en ort i Tjeckien.   Den ligger i distriktet Okres Brno-Venkov och regionen Södra Mähren, i den sydöstra delen av landet, 160 km sydost om huvudstaden Prag. Katov ligger 471 meter över havet och antalet invånare är 192.
Terrängen runt Katov är platt åt sydväst, men åt nordost är den kuperad. Terrängen runt Katov sluttar österut. Runt Katov är det ganska tätbefolkat, med 90 invånare per kvadratkilometer. Närmaste större samhälle är Velké Meziříčí, 19,4 km väster om Katov. I omgivningarna runt Katov växer i huvudsak blandskog.